# ART-SCHOOL
ART-SCHOOL(아트 스쿨)은 일본의 얼터너티브 록 밴드이다.
2000년 3월에 결성되었다. 2000년 9월 8일에 123RECORDS에서 『SONIC DEAD KIDS』로 인디즈 데뷔하였으며, 2002년 10월 30일에 도시바 EMI에서「DIVA」로 메이저 데뷔하였다.